# Les Sitges (Viver i Serrateix)
Les Sitges és una masia del municipi de Viver i Serrateix (Berguedà) inclosa en l'Inventari del Patrimoni Arquitectònic de Catalunya.

## Descripció
És una masia orientada al SE del tipus I de la classificació de J. Danés, amb coberta a dues vessants i carener paral·lel a la façana principal. És feta amb carreus irregulars de pedra i consta d'un cos principal i un d'adossat amb petita galeria coberta a la segona planta. També té diverses construccions annexes fetes amb paredat d'obra, amb totxanes o pedres irregulars. Les obertures del cos principal són fetes amb carreus grossos i llindes; en canvi, les arcades de la galeria del cos adossat, així com la porta d'arc rebaixat que hi ha asota, són fetes amb maons.

## Història
Construïda possiblement a principis del segle xvii, apareix documentada en època medieval amb el nom de Mas Erra o Portella, i amb aquest nom figura en l'Acta de Consagració de l'església de Sant Miquel de Viver de l'any 1187.